# Большая Утка (приток Усьвы)
Большая Утка — река в Чусовском городском округе Пермского края, приток Усьвы. Впадает в Усьву слева в 38 км от её устья. Длина реки 22 км. Истоки в 1,5 км южнее посёлка железнодорожной станции Баская. Основной приток — Малая Утка, впадает справа в 2,3 км от устья.

## Данные водного реестра
По данным государственного водного реестра России, река относится к Камскому бассейновому округу, бассейн реки Кама, подбассейн — Кама до Куйбышевского водохранилища (без бассейнов рек Белой и Вятки), водохозяйственный участок реки — Чусовая от в/п пгт. Кын до устья. Код объекта в государственном водном реестре — 10010100712111100011597.